# Ланґшпіль
Ланґшпíль (ісп. langspil — довго грати) — це традиційна ісландська бурдонна цитра. Має одну мелодичну струну та дві бурдонні струни.
На ланґшпілі можна грати пальцями, смичком, ударами паличок по струнам(аналогічно з грою на цимбалах). Ланґшпіль існує в двох базових варіаціях: пряма форма корпусу, та корпус з вигином. В основному, довжина корпусу сягає близько 80 см, але також може досягати 104 см, або навпаки бути коротшою, близько 73 см. При виготовленні використовувалося багато різних порід дерева, зокрема: сосна, ялиця, бук, дуб та горіх. Переважно, ланґшпіль виготовляли з сушняку. Також інструмент мав окремий гриф(фінґерборд) для мелодичної струни, який кріпився до корпусу.

## Історія
Найдавніша писемна згадка, яка описує ланґшпіль дакується XVIII ст. У ті часи, ланґшпіль описували як інструмент, що мав продовгуватий тонкий корпус, ширший внизу, що має від однієї до шести струн. На початку XIX ст. з'явилася версія з вигнутим корпусом, який покращив звукові якості інструменту. У 1855 році була опублікована книга Leiðarvísir til að spila á langspil(посібник для гри на ланґшпілі), яка також містила в собі інформацію про те, як виготовити ланшпіль власноруч, хоча і містила в собі помилки, пов'язані з встановленням ладів. Ця книга відчутно збільшила популярність ланґшпілю. Втім, у середині XX ст. інструмент почав втрачати популярність та грали на ньому все менше.
У 1960-тих роках, низка ісландських музикантів усвідомила, що інструмент втрачає популярність, та почали використовувати його у своїй творчості. Найвідомішою співачкую, яка власне і відродила цікавість до ланґшпілю, яка зберігається і досі, була Анна Торгалльсдоттір.
Існують сучасні музичні колективита музиканти, що використовують ланґшпіль у своїй творчості, такі як Сігурдуд Рунар Джонссон, Бара Грімсдоттір, Кріс Фостер та інші. Ланшпіль займає важливе місце у щорічному фолк-фестивалі у Сіґлуфйордурі [Архівовано 20 лютого 2022 у Wayback Machine.].
Туристи можуть побачити інструмент у багатьох музеях Ісландії, а в музеї Скоугара директор музею Тордур Томассон досі часто грає на ланґшпілі для відвідувачів.
Ісландська фідла має подібне видовжене тіло, але на відміну від ланґшпіля у неї немає грифа. Іструмент має, зазвичай, дві або три струни, яких торкаються пальцями лівої руки знизу, тоді як правою рукою грають смичком по всім струнам.